# Michael Gordon (monteur)
Pour les articles homonymes, voir Michael Gordon et Gordon.
Michael Gordon est un monteur britannique né le 25 septembre 1909 à Bradford (Yorkshire, Angleterre) et mort en 2008 à Pulborough (Sussex de l'Ouest, Angleterre).

## Filmographie

### Comme monteur
- 1935 : Me and Marlborough (en), de Victor Saville
- 1936 : The First Offence, d'Herbert Mason
- 1936 : Seven Sinners (en)
- 1936 : His Lordship (en), d'Herbert Mason
- 1937 : Les Mines du roi Salomon (King Solomon's Mines), de Robert Stevenson
- 1938 : Le etrange pensionnaire (en) (Strange Boarders), d'Herbert Mason
- 1938 : La Grande Escalade (Climbing High) de Carol Reed
- 1938 : The Sky's the Limit (en), de Jack Buchanan et Lee Garmes
- 1941 : Queen's Messengers, de Jay Lewis (court métrage documentaire)
- 1941 : Eating Out with Tommy Trinder, de Desmond Dickinson (court métrage documentaire)
- 1941 : Adeste Fideles, de Ralph Bond et Ralph Keene (court métrage documentaire)
- 1941 : W.R.N.S., d'Ivan Moffat (court métrage)
- 1943 : Coastal Command (en), de J.B. Holmes (documentaire)
- 1953 : Tonnerre sur Malte (Malta Story), de Brian Desmond Hurst
- 1955 : Simba, de Brian Desmond Hurst
- 1956 : Safari, de Terence Young
- 1957 : Quand se lève la lune (The Rising of the Moon), de John Ford
- 1957 : Rendez-vous avec la peur (Night of the Demon), de Jacques Tourneur
- 1960 : Conscience Bay, de Norman Thaddeus Vane

### Comme réalisateur
- 1945 : Farm Work (documentaire) (Comme Michael S. Gordon)
- 1946 : It Might Be You (court métrage)
- 1951 : Wherever She Goes

### Comme scénariste
- 1933 : Sleeping Car d'Anatole Litvak
- 1948 : Esther Waters (en) de Peter Proud et Ian Dalrymple
- 1949 : All Over the Town (en) de Derek N. Twist
- 1951 : Wherever She Goes (en) de lui-même